# Chronologie des faits économiques et sociaux dans les années 1360
Chronologie de l'économie
Années 1350 - Années 1360 - Années 1370

## Événements
- 1359-1389 : la Grande-principauté de Moscou commence à battre monnaie sous le règne de Dimitri Donskoï[1].
- 1360 : ordonnance de Compiègne sur l'impôt et la monnaie en France. Création d’une monnaie stable, le Franc à cheval et d’institutions pour instaurer un système d’impôts réguliers[2].